# Антоній (Махота)
Антоній (у світі Владисла́в Васи́льович Махота́; 8 листопада 1966, Слатине Золочівського району Харківської області — 23 березня 2021, Хмельницький) — архієрей Православної церкви України (до 15 грудня 2018 року — Української православної церкви Київського патріархату), митрополит Хмельницький та Кам'янець-Подільський.

## Життєпис

### Ранні роки
1983 року закінчив середню школу міста Суджа Курської області. У 1983—1984 роках навчався у Харківському технічному училищі за фахом монтажника радіоапаратури, 1984—1991 роках — у Харківському політехнічному інституті. У 1984—1986 рр. — служба в Армії.

### Духовний шлях
27 травня 1991 року висвячений у сан диякона архієпископом Житомирським і Овруцьким Йовом (Тивонюком) УПЦ (МП) у Свято-Троїцькому храмі с. Троковичі Черняхівського благочиння, 29 травня того ж року висвячений на священника, призначений настоятелем храму Різдва Пресвятої Богородиці с. Скурати, Малинського благочиння Житомирської єпархії. 22 квітня 1992 року нагороджений набедреником.
У серпні 1992 — настоятель храму святого великомученика Димитрія в Малині і благочинний Малинського округу Житомирської єпархії. 10 січня 1994 — член єпархіальної ради при кафедрі керуючого Овруцько-Коростенською єпархією УПЦ (МП). 1 квітня 1993 року нагороджений камилавкою і наперсним хрестом РПЦ. У березні 1994 переїхав до Криму і був призначений ключарем Свято-Троїцького кафедрального собору Сімферополя.

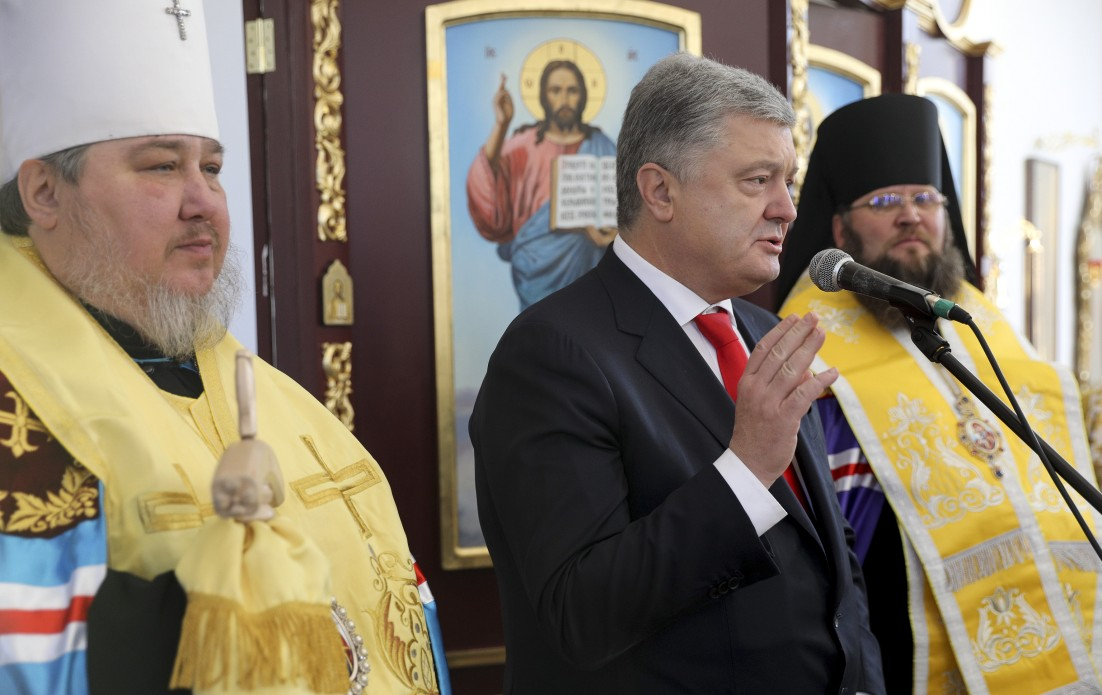
митрополит Антоній (Махота) зліва в білому клобуку та президент Петро Порошенко

У 1997 році після призначення єпископом Хмельницьким і Кам'янець-Подільським, керуючим Хмельницькою єпархією, звершував Богослужіння у Свято-Андріївському кафедральному соборі м.Хмельницький та у кафедральному храмі первоверховних апостолів Петра і Павла м.Кам'янець-Подільський

### Перехід доУПЦ КП
У 1995 році перейшов до УПЦ КП. 24 березня 1995 року призначений настоятелем парафії святих Рівноапостольних князів Володимира і Ольги Сімферополя у Криму. 18 липня 1996 року прийняв постриг у чернецтво з ім'ям Антоній. 21 липня 1996 року висвячений у єпископа Сімферопольського і Кримського.
29 жовтня 1997 року призначається єпископом Хмельницьким і Кам'янець-Подільським, керуючим Хмельницькою єпархією.
У цей період, секретарями Антонія (Махоти) працювали відомі священнослужителі: майбутній єпископ УПЦ-КП Кирил (Михайлюк) — у 1997—2002 роках, та Заплетнюк Євген Ростиславович — у 2002—2004 роках.
23 січня 2004 року піднесений у сан архієпископа. 23 січня 2012 року піднесений у сан митрополита. 15 грудня 2018 року разом із усіма іншими архієреями УПЦ КП взяв участь у Об'єднавчому соборі в храмі Святої Софії.
В об'єднаній помісній Православній церкві України був заступником голови Синодальної Статутної комісії.

## Нагороди
- Орден Святого Архистратига Божого Михаїла (1999)
- Орден Юрія Переможця (14 грудня 2006).
- орден «За заслуги» ІІ ступеня[3]
- орден «За заслуги» ІІІ ступеня[4]

## Смерть
Помер 23 березня 2021 року у Хмельницькому від ускладнень після коронавірусної хвороби (COVID-19)..